# Molières (Lot)
Pour les articles homonymes, voir Molières.
Molières est une commune française située dans le nord-est du département du Lot, en région Occitanie.
Elle fait partie de la région naturelle du Ségala quercynois.
Exposée à un climat océanique altéré, elle est drainée par la Biarque et par divers autres petits cours d'eau. Incluse dans le bassin de la Dordogne, la commune possède un patrimoine naturel remarquable composé de deux zones naturelles d'intérêt écologique, faunistique et floristique.
Molières est une commune rurale qui compte 357 habitants en 2022, après avoir connu un pic de population de 1 107 habitants en 1806.  Ses habitants sont appelés les Moliérois ou  Moliéroises.

## Géographie

### Hydrographie
Le Ruisseau de Cantegrel, le Ruisseau de Molières et le Ruisseau de Labaures sont les principaux cours d'eau qui traversent la commune.

### Hameaux
Le Rascalou, Les Ressègues...

### Communes limitrophes
Les communes limitrophes sont  Bannes, Espeyroux, Ladirat, Leyme, Saint-Paul-de-Vern et Terrou.
| Bannes | Saint-Paul-de-Vern | Ladirat |
| Leyme  | Molières           | Terrou  |
|        | Espeyroux          |         |

### Climat
Pour des articles plus généraux, voir Climat de l'Occitanie et Climat du Lot.
En 2010, le climat de la commune est de type climat océanique altéré, selon une étude s'appuyant sur une série de données couvrant la période 1971-2000. En 2020, Météo-France publie une typologie des climats de la France métropolitaine dans laquelle la commune est exposée à un climat de montagne ou de marges de montagne et est dans la région climatique Ouest et nord-ouest du Massif Central, caractérisée par une pluviométrie annuelle de 900 à 1 500 mm, maximale en automne et en hiver.
Pour la période 1971-2000, la température annuelle moyenne est de 10,9 °C, avec une amplitude thermique annuelle de 15 °C. Le cumul annuel moyen de précipitations est de 1 322 mm, avec 12,9 jours de précipitations en janvier et 7,4 jours en juillet. Pour la période 1991-2020, la température moyenne annuelle observée sur la station météorologique la plus proche, située sur la commune de Latronquière à 11 km à vol d'oiseau, est de 11,0 °C et le cumul annuel moyen de précipitations est de 1 361,3 mm,. Pour l'avenir, les paramètres climatiques de la commune estimés pour 2050 selon différents scénarios d’émission de gaz à effet de serre sont consultables sur un site dédié publié par Météo-France en novembre 2022.

### Milieux naturels et biodiversité

#### Espaces protégés
La protection réglementaire est le mode d’intervention le plus fort pour préserver des espaces naturels remarquables et leur biodiversité associée,.
La commune fait partie de la zone de transition du bassin de la Dordogne, un territoire d'une superficie de 1 880 258 ha reconnu réserve de biosphère par l'UNESCO en juillet 2012,.

#### Zones naturelles d'intérêt écologique, faunistique et floristique
L’inventaire des zones naturelles d'intérêt écologique, faunistique et floristique (ZNIEFF) a pour objectif de réaliser une couverture des zones les plus intéressantes sur le plan écologique, essentiellement dans la perspective d’améliorer la connaissance du patrimoine naturel national et de fournir aux différents décideurs un outil d’aide à la prise en compte de l’environnement dans l’aménagement du territoire.
Une ZNIEFF de type 1 est recensée sur la commune :
le « bois de Leyme » (200 ha), couvrant 3 communes du département et une ZNIEFF de type 2, : 
le « bassin de la Bave » (8 075 ha), couvrant 22 communes dont une dans le Cantal et 21 dans le Lot.

Cartes des ZNIEFF de type 1 et 2 à Molières.
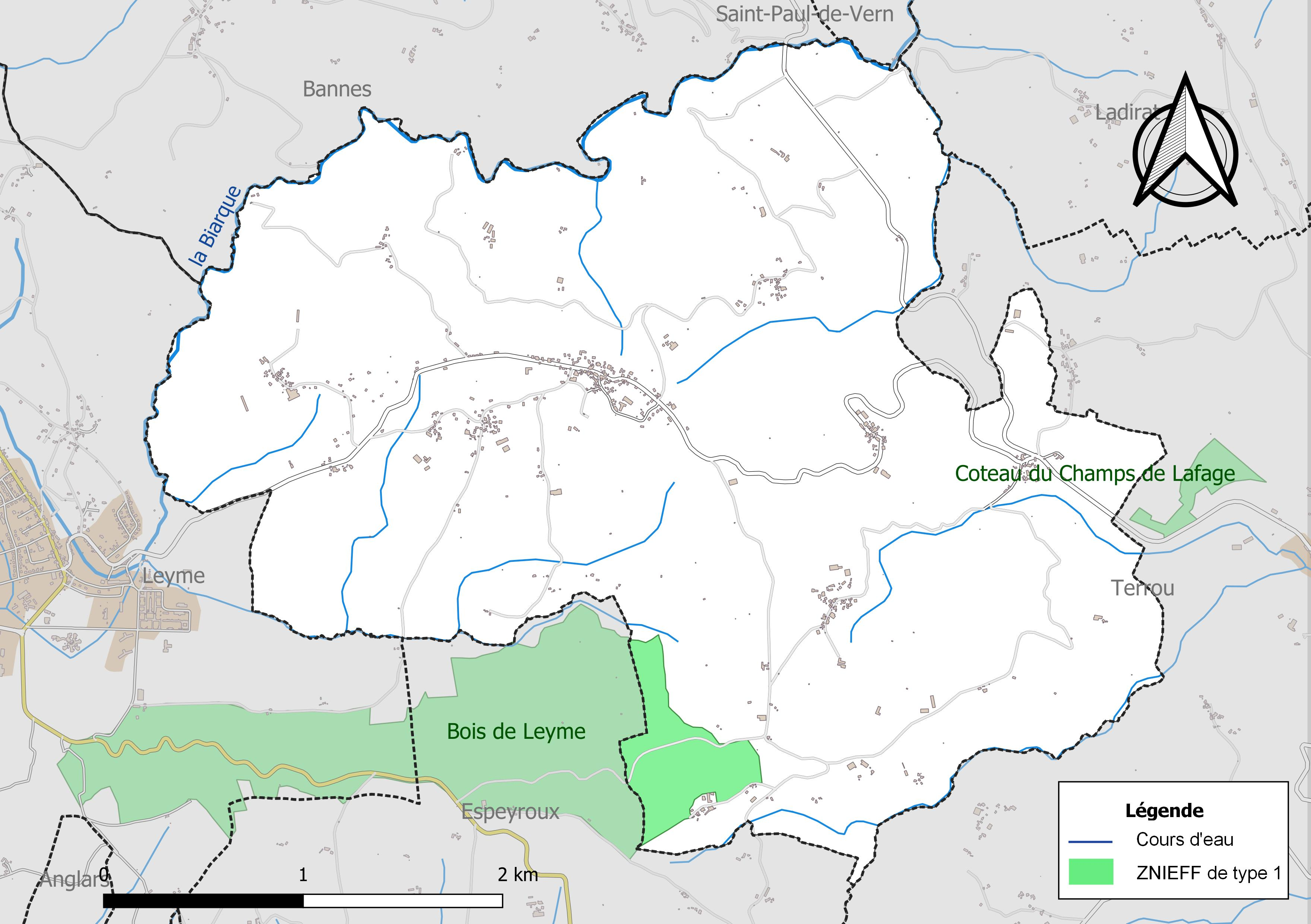
Carte de la ZNIEFF de type 1 sur la commune.
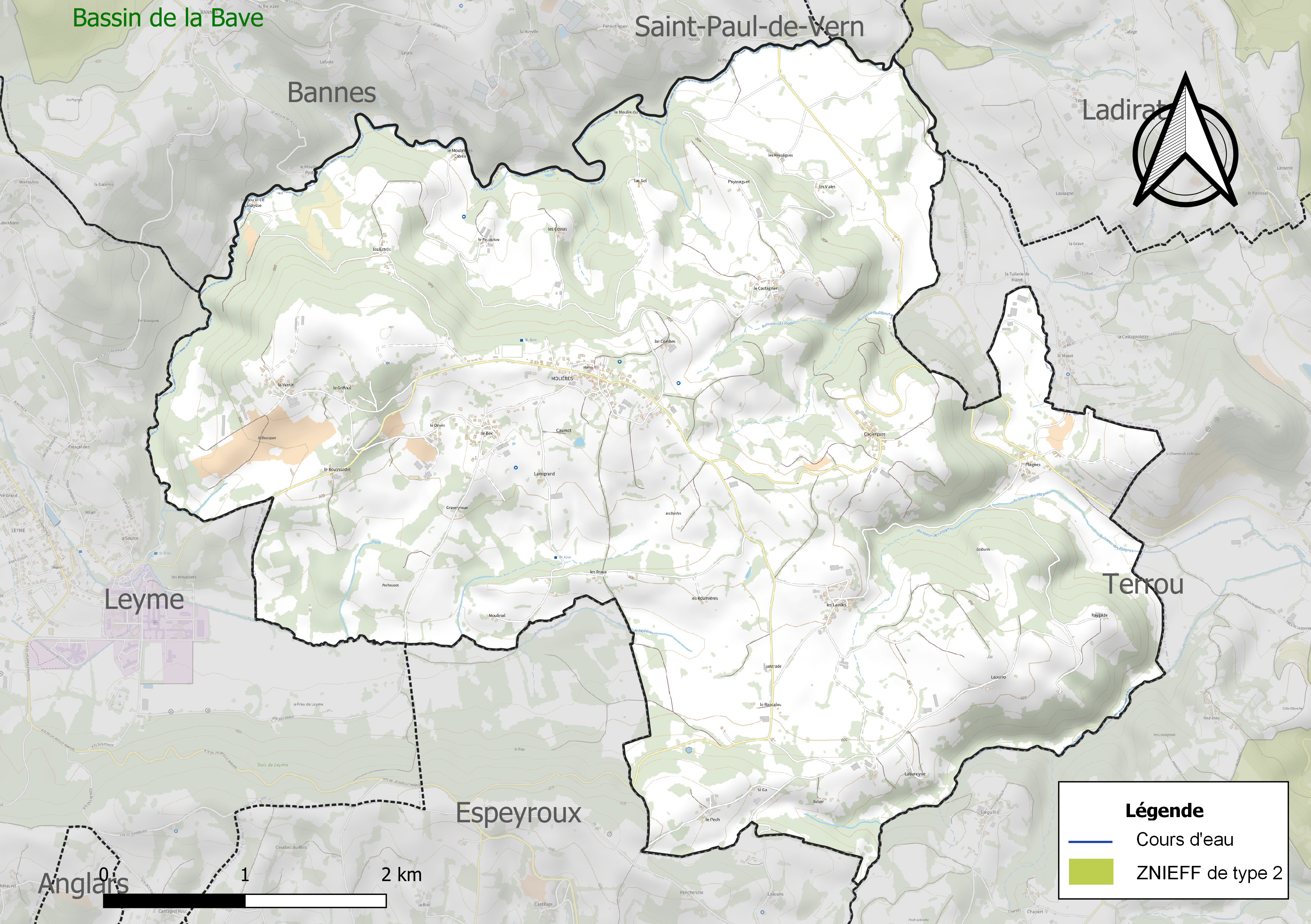
Carte de la ZNIEFF de type 2 sur la commune.

## Urbanisme

### Typologie
Au 1er janvier 2024, Molières est catégorisée commune rurale à habitat très dispersé, selon la nouvelle grille communale de densité à sept niveaux définie par l'Insee en 2022.
Elle est située hors unité urbaine et hors attraction des villes,.

### Occupation des sols
L'occupation des sols de la commune, telle qu'elle ressort de la base de données européenne d’occupation biophysique des sols Corine Land Cover (CLC), est marquée par l'importance des territoires agricoles (68,6 % en 2018), en augmentation par rapport à 1990 (62 %). La répartition détaillée en 2018 est la suivante : 
prairies (58,5 %), forêts (31,4 %), zones agricoles hétérogènes (10,1 %). L'évolution de l’occupation des sols de la commune et de ses infrastructures peut être observée sur les différentes représentations cartographiques du territoire : la carte de Cassini (XVIIIe siècle), la carte d'état-major (1820-1866) et les cartes ou photos aériennes de l'IGN pour la période actuelle (1950 à aujourd'hui).

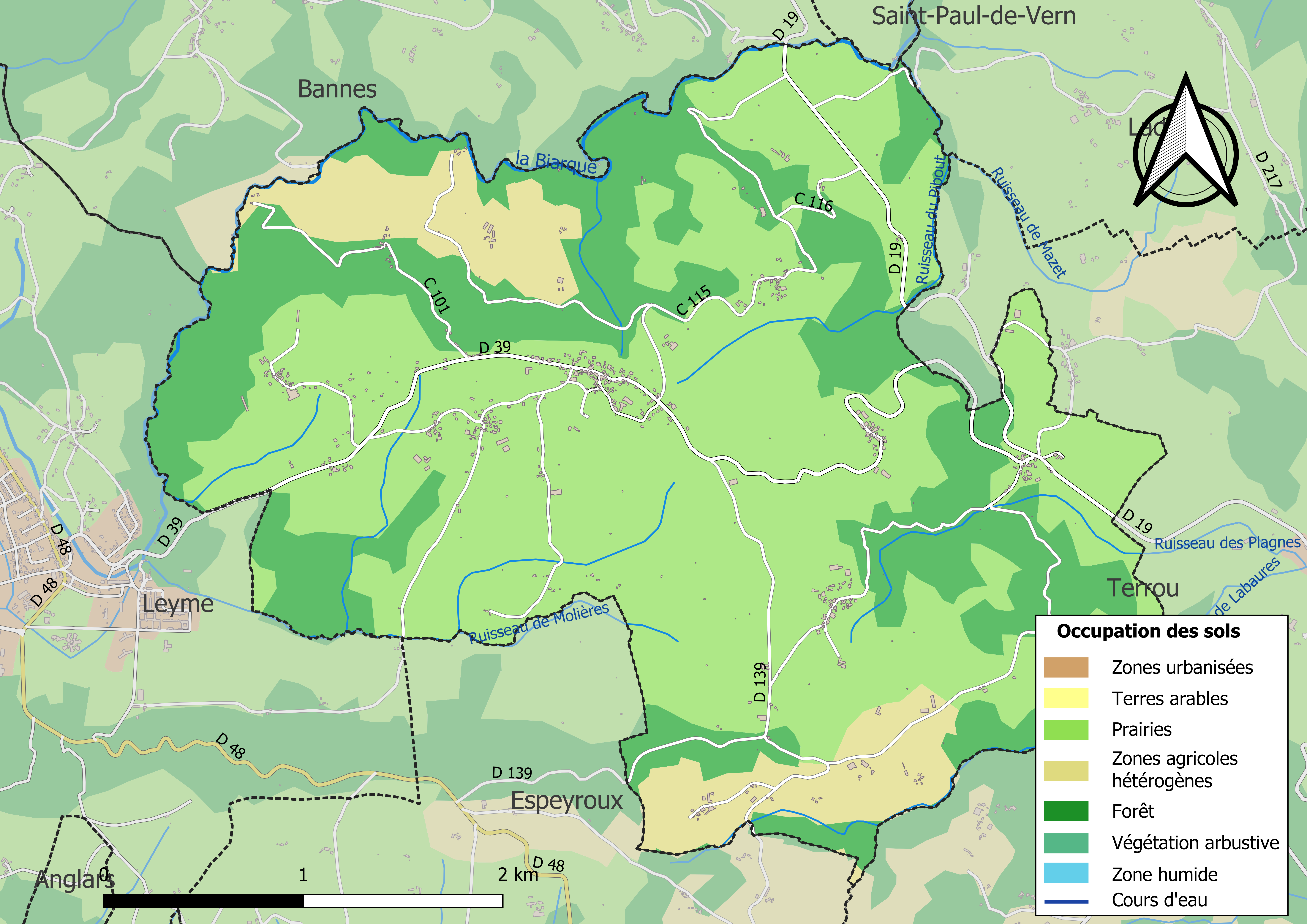
Carte des infrastructures et de l'occupation des sols de la commune en 2018 (CLC).

### Risques majeurs
Le territoire de la commune de Molières est vulnérable à différents aléas naturels : météorologiques (tempête, orage, neige, grand froid, canicule ou sécheresse), inondations, feux de forêts, mouvements de terrains et séisme (sismicité très faible). Il est également exposé à un risque particulier : le risque de radon. Un site publié par le BRGM permet d'évaluer simplement et rapidement les risques d'un bien localisé soit par son adresse soit par le numéro de sa parcelle.

#### Risques naturels
Certaines parties du territoire communal sont susceptibles d’être affectées par le risque d’inondation par débordement de cours d'eau, notamment la Biarque. La cartographie des zones inondables en ex-Midi-Pyrénées réalisée dans le cadre du XIe Contrat de plan État-région, visant à informer les citoyens et les décideurs sur le risque d’inondation, est accessible sur le site de la DREAL Occitanie. La commune a été reconnue en état de catastrophe naturelle au titre des dommages causés par les inondations et coulées de boue survenues en 1982 et 1999,.
Molières est exposée au risque de feu de forêt. Un plan départemental de protection des forêts contre les incendies a été approuvé par arrêté préfectoral le 30 novembre 2015 pour la période 2015-2025. Les propriétaires doivent ainsi couper les broussailles, les arbustes et les branches basses sur une profondeur de 50 mètres, aux abords des constructions, chantiers, travaux et installations de toute nature, situées à moins de 200 mètres de terrains en nature
de bois, forêts, plantations, reboisements, landes ou friches. Le brûlage des déchets issus de l’entretien des parcs et jardins des ménages et des collectivités est interdit. L’écobuage est également interdit, ainsi que les feux de type méchouis et barbecues, à l’exception de ceux prévus dans des installations fixes (non situées sous couvert d'arbres) constituant une dépendance d'habitation.

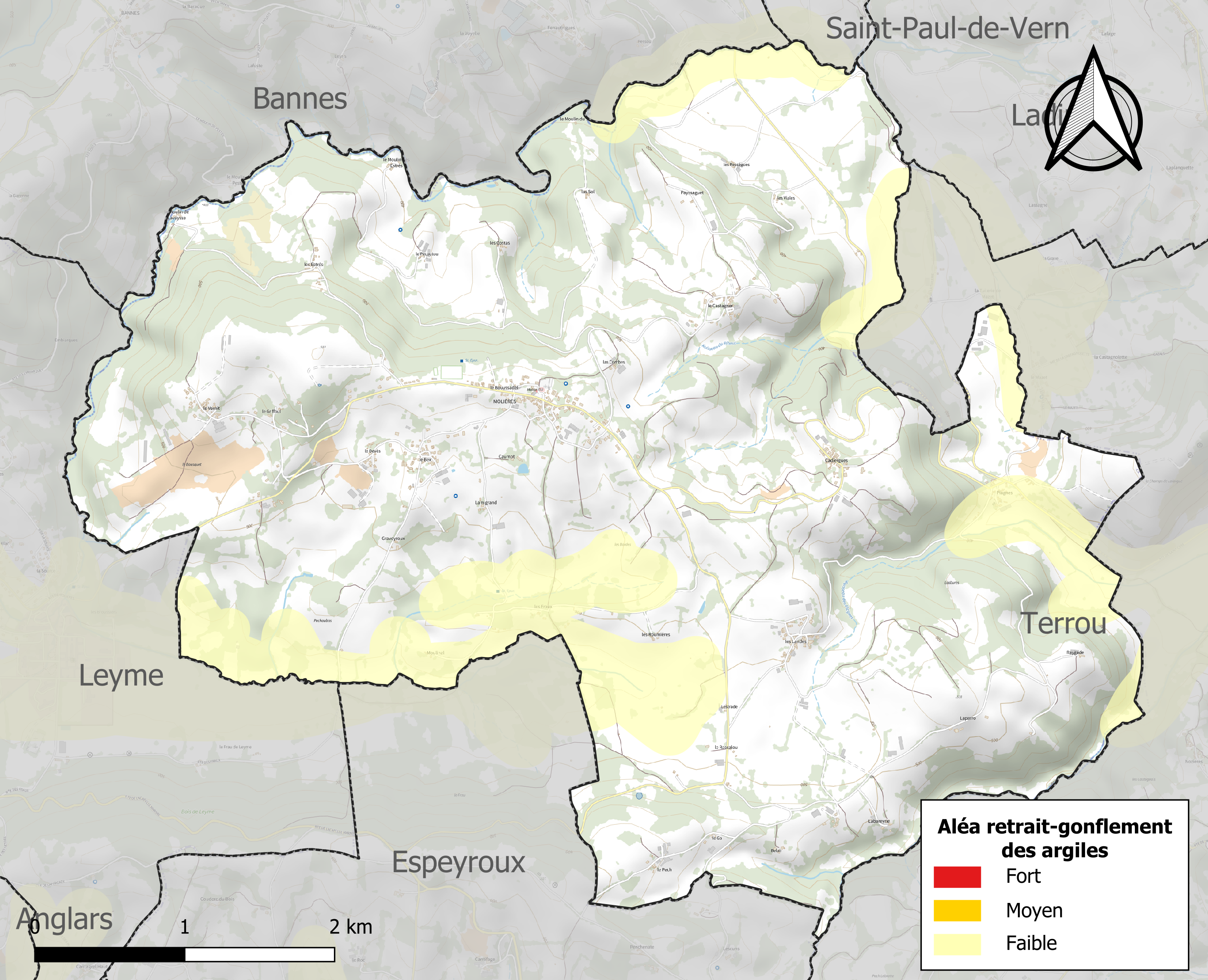
Carte des zones d'aléa retrait-gonflement des sols argileux de Molières.

Les mouvements de terrains susceptibles de se produire sur la commune sont des éboulements, chutes de pierres et de blocs et des glissements de terrain.
Le retrait-gonflement des sols argileux est susceptible d'engendrer des dommages importants aux bâtiments en cas d’alternance de périodes de sécheresse et de pluie. 0 % de la superficie communale est en aléa moyen ou fort (67,7 % au niveau départemental et 48,5 % au niveau national). Sur les 225 bâtiments dénombrés sur la commune en 2019, 0 sont en aléa moyen ou fort, soit 0 %, à comparer aux 72 % au niveau départemental et 54 % au niveau national. Une cartographie de l'exposition du territoire national au retrait gonflement des sols argileux est disponible sur le site du BRGM,.
Par ailleurs, afin de mieux appréhender le risque d’affaissement de terrain, l'inventaire national des cavités souterraines permet de localiser celles situées sur la commune.
Concernant les mouvements de terrains, la commune a été reconnue en état de catastrophe naturelle au titre des dommages causés par des mouvements de terrain en 1999.

#### Risque particulier
Dans plusieurs parties du territoire national, le radon, accumulé dans certains logements ou autres locaux, peut constituer une source significative d’exposition de la population aux rayonnements ionisants. Certaines communes du département sont concernées par le risque radon à un niveau plus ou moins élevé. Selon la classification de 2018, la commune de Molières est classée en zone 2, à savoir zone à potentiel radon faible mais sur lesquelles des facteurs géologiques particuliers peuvent faciliter le transfert du radon vers les bâtiments.

## Toponymie
Le toponyme Molières (en occitan Molièras) est basé sur le mot latin mollis avec la terminaison -aria qui désigne une terre humide et molle.

## Histoire
À la grande surprise des habitants, le 11 mai 1944, un détachement de 22 automitrailleuses de la 2e division SS Das Reich parti de Latronquière arrive dans le village de Molières. Ce bourg était à l'époque très isolé et difficile d'accès pour les gros véhicules. Les soldats SS sont à la recherche de maquisards. Ils pillent les habitations, tuent Émile Gauzin et emportent trois autres hommes avec eux.

## Politique et administration
| Période                                  | Période  | Identité               | Étiquette | Qualité |
| ---------------------------------------- | -------- | ---------------------- | --------- | ------- |
| 1800                                     | 1813     | Jean Lavaïsse          |           |         |
| 1813                                     | 1815     | Louis Lavaïsse         |           |         |
| 1815                                     | 1834     | Géraud Bayle           |           |         |
| 1835                                     | 1841     | Antoine Louis Lavaysse |           |         |
| 1842                                     | 1844     | Leydet                 |           |         |
| 1844                                     | 1851     | Jean-cyprien Lavaysse  |           |         |
| 1851                                     | 1865     | Joseph Tauran          |           |         |
| 1865                                     | 1878     | Jean-cyprien Lavaysse  |           |         |
| 1878                                     | 1884     | Jean Estival           |           |         |
| 1884                                     | 1892     | Edmond Ferrand         |           |         |
| 1892                                     | 1896     | Tauran                 |           |         |
| 1896                                     | 1898     | Edmond Ferrand         |           |         |
| 1898                                     | 1902     | Mastorg                |           |         |
| 2001                                     | En cours | Jean-marie Laborie     |           |         |
| Les données manquantes sont à compléter. |          |                        |           |         |

## Population et société

### Démographie
L'évolution du nombre d'habitants est connue à travers les recensements de la population effectués dans la commune depuis 1793. Pour les communes de moins de 10 000 habitants, une enquête de recensement portant sur toute la population est réalisée tous les cinq ans, les populations de référence des années intermédiaires étant quant à elles estimées par interpolation ou extrapolation. Pour la commune, le premier recensement exhaustif entrant dans le cadre du nouveau dispositif a été réalisé en 2007.

En 2022, la commune comptait 357 habitants, en évolution de −2,72 % par rapport à 2016 (Lot : +1,31 %, France hors Mayotte : +2,11 %).
| 1793 | 1800 | 1806  | 1821 | 1831  | 1836  | 1841  | 1846  | 1851  |
| ---- | ---- | ----- | ---- | ----- | ----- | ----- | ----- | ----- |
| 948  | 991  | 1 107 | 939  | 1 010 | 1 053 | 1 027 | 1 080 | 1 025 |

| 1856  | 1861  | 1866  | 1872  | 1876 | 1881 | 1886 | 1891 | 1896 |
| ----- | ----- | ----- | ----- | ---- | ---- | ---- | ---- | ---- |
| 1 021 | 1 012 | 1 011 | 1 004 | 952  | 958  | 914  | 814  | 832  |

| 1901 | 1906 | 1911 | 1921 | 1926 | 1931 | 1936 | 1946 | 1954 |
| ---- | ---- | ---- | ---- | ---- | ---- | ---- | ---- | ---- |
| 765  | 746  | 708  | 573  | 546  | 493  | 490  | 485  | 484  |

| 1962 | 1968 | 1975 | 1982 | 1990 | 1999 | 2006 | 2007 | 2012 |
| ---- | ---- | ---- | ---- | ---- | ---- | ---- | ---- | ---- |
| 518  | 455  | 435  | 447  | 403  | 364  | 368  | 368  | 376  |

| 2017 | 2022 | - | - | - | - | - | - | - |
| ---- | ---- | - | - | - | - | - | - | - |
| 362  | 357  | - | - | - | - | - | - | - |

### Enseignement

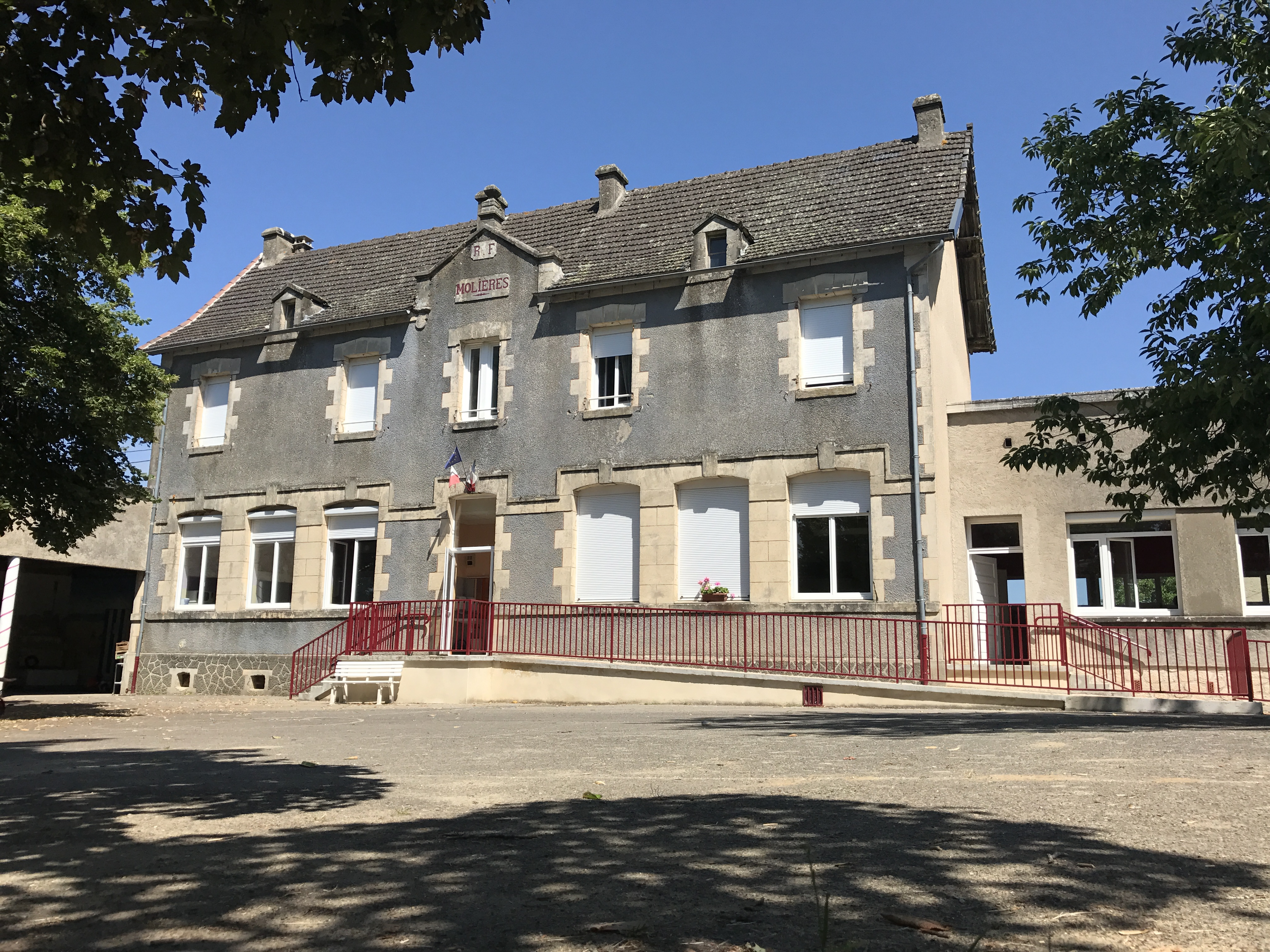
École de Molières.

En juin 2017, le ministère de l'Éducation nationale décide de fermer l'école communale par « faute d'effectifs » alors que 38 enfants de la commune sont en âge d'être scolarisés. Des parents d'élèves décident de reprendre la maternelle au sein d'une association Les Pit'Chouns à Molières. Une enseignante diplômée de l'éducation nationale est employée pour une dizaine d'élèves.
En septembre 2021, cette école associative au modèle inédit a effectué sa cinquième rentrée scolaire sous cette nouvelle forme.
De novembre 2017 à juillet 2018, un tournage de documentaire se déroule en plusieurs sessions pour mettre en lumière le fonctionnement singulier de cette structure éducative. Intitulé Les Pitchouns en campagne, ce film tourné par Jean Dulon et Nicolas Svetchine montre la résistance de tout un village et a été diffusé à la télévision en été 2019 sur Public Sénat puis en octobre de la même année sur l'antenne de la chaîne régionale Via Occitanie. Ce documentaire, produit par Grand Angle Productions, a été sélectionné dans de nombreux festivals aux quatre coins de France : au 22ème Festival des Créations Télévisuelles de Luchon en février 2020, au 22ème Festival Caméras des Champs en mai 2021, en ouverture du 20ème Festival des Conviviales de Nannay en aout 2021 où il décroche le prix "coup de cœur du public", au Festival Festi'Vache dans les Monts du Lyonnais en septembre 2021, au 15ème Festival Ciné-Campagne à Châtillon-en-Vendelais en décembre 2021 ainsi qu'au 13ème Festival de cinéma sur la ruralité "Terres et Films d'ici et d'ailleurs" à Plouguenast-Langast.
Synopsis
Molières, un petit village du Lot qui, malgré plus de 40 enfants en âge d'être scolarisés, vient de perdre son école en 2017. Cette décision de l'Education nationale porte un coup fatal à l'âme de cette commune, au lien social, humain et historique d'un petit village jusque là dynamique et prospère. Contre l'injustice, les habitants se regroupent, les parents d'élèves se rassemblent et en levant des fonds propres rouvrent une classe et redonnent vie à l'école de Molières ! Pour combien de temps ? Avec quels moyens sur le long terme ? Avec quel soutien pour tenir ? Durant une année scolaire, Jean Dulon et Nicolas Svetchine ont suivi leur combat, leur résistance et leurs espoirs...

## Économie

### Revenus
En 2018, la commune compte 157 ménages fiscaux, regroupant 344 personnes. La médiane du revenu disponible par unité de consommation est de 21 230 € (20 740 € dans le département).

### Emploi
|                | 2008  | 2013  | 2018  |
| -------------- | ----- | ----- | ----- |
| Commune        | 4,6 % | 5 %   | 4,8 % |
| Département    | 7,3 % | 8,9 % | 9,6 % |
| France entière | 8,3 % | 10 %  | 10 %  |

En 2018, la population âgée de 15 à 64 ans s'élève à 200 personnes, parmi lesquelles on compte 77,2 % d'actifs (72,4 % ayant un emploi et 4,8 % de chômeurs) et 22,8 % d'inactifs,. Depuis 2008, le taux de chômage communal (au sens du recensement) des 15-64 ans est inférieur à celui de la France et du département.
La commune est hors attraction des villes,. Elle compte 58 emplois en 2018, contre 47 en 2013 et 53 en 2008. Le nombre d'actifs ayant un emploi résidant dans la commune est de 150, soit un indicateur de concentration d'emploi de 38,8 % et un taux d'activité parmi les 15 ans ou plus de 52,4 %.
Sur ces 150 actifs de 15 ans ou plus ayant un emploi, 49 travaillent dans la commune, soit 33 % des habitants. Pour se rendre au travail, 83,5 % des habitants utilisent un véhicule personnel ou de fonction à quatre roues, 15,2 % s'y rendent en deux-roues, à vélo ou à pied et 1,3 % n'ont pas besoin de transport (travail au domicile).

### Activités hors agriculture

#### Secteurs d'activités
21 établissements sont implantés  à Molières au 31 décembre 2019.
Le secteur de l'industrie manufacturière, des industries extractives et autres est prépondérant sur la commune puisqu'il représente 61,9 % du nombre total d'établissements de la commune (13 sur les 21 entreprises implantées  à Molières), contre 14 % au niveau départemental.

### Agriculture
La commune compte plus d'une vingtaine d'exploitations agricoles (bovins dont veaux de lait, ovins, canards, noix, châtaignes...).
Deux événements agricoles sont organisés : le 31 mai, la foire aux cerises et en novembre la fête de la laine.
La commune est dans le Segala », une petite région agricole occupant la frange est du département du Lot. En 2020, l'orientation technico-économique de l'agriculture  sur la commune est la combinaisons de granivores (porcins, volailles).
|               | 1988 | 2000  | 2010  | 2020  |
| ------------- | ---- | ----- | ----- | ----- |
| Exploitations | 54   | 37    | 29    | 23    |
| SAU (ha)      | 911  | 1 093 | 1 179 | 1 001 |

Le nombre d'exploitations agricoles en activité et ayant leur siège dans la commune est passé de 54 lors du recensement agricole de 1988  à 37 en 2000 puis à 29 en 2010 et enfin à 23 en 2020, soit une baisse de 57 % en 32 ans. Le même mouvement est observé à l'échelle du département qui a perdu pendant cette période 60 % de ses exploitations,. La surface agricole utilisée sur la commune est restée relativement stable, passant de 911 ha en 1988 à 1001 ha en 2020. Parallèlement la surface agricole utilisée moyenne par exploitation a augmenté, passant de 17 à 44 ha.

### Artisanat et commerces
Les entreprises du bâtiments et de la réparation sont bien représentées.
Épicerie/bar multiservices « O pain perdu ».

### Tourisme
Gîtes, camping à la ferme...

## Culture locale et patrimoine

### Lieux et monuments
- Église Saint-Pierre, fortifiée restaurée au XVIIe siècle après les guerres de Religion[43]. L'édifice est référencé dans la base Mérimée et à l'Inventaire général de la région Occitanie[44].
- Table d'orientation au Pech Mouleyret, point culminant de la commune à 586 mètres offrant une large vision sur le Quercy, les monts d'Auvergne et les plateaux du Limousin.
- Trois marronniers majestueux sur la place.
- Puits communal de 1887, couvert d'un berceau en plein cintre.

#### Site de l'Insee
1. ↑  « La grille communale de densité », sur le site de l'Insee, 28 mai 2024 (consulté le 28 juin 2024).
2. ↑  Insee, « Métadonnées de la commune de Molières ».
3. ↑  « Base des aires d'attraction des villes 2020. », sur le site de l'Insee, 21 octobre 2020 (consulté le 28 juin 2024).
4. ↑  Marie-Pierre de Bellefon, Pascal Eusebio, Jocelyn Forest, Olivier Pégaz-Blanc et Raymond Warnod (Insee), « En France, neuf personnes sur dix vivent dans l’aire d’attraction d’une ville », sur le site de l'Insee, 21 octobre 2020 (consulté le 28 juin 2024).
5. ↑  « REV T1 - Ménages fiscaux de l'année 2018 à Molières » (consulté le 5 février 2022).
6. ↑  « REV T1 - Ménages fiscaux de l'année 2018 dans le Lot » (consulté le 5 février 2022).
7. 1 2  « Emp T1 - Population de 15 à 64 ans par type d'activité en 2018 à Molières » (consulté le 5 février 2022).
8. ↑  « Emp T1 - Population de 15 à 64 ans par type d'activité en 2018 dans le Lot » (consulté le 5 février 2022).
9. ↑  « Emp T1 - Population de 15 à 64 ans par type d'activité en 2018 dans la France entière » (consulté le 5 février 2022).
10. ↑  « Base des aires d'attraction des villes 2020 », sur site de l'Insee (consulté le 10 avril 2021).
11. ↑  « Emp T5 - Emploi et activité en 2018 à Molières » (consulté le 5 février 2022).
12. ↑  « ACT T4 - Lieu de travail des actifs de 15 ans ou plus ayant un emploi qui résident dans la commune en 2018 » (consulté le 5 février 2022).
13. ↑  « ACT G2 - Part des moyens de transport utilisés pour se rendre au travail en 2018 » (consulté le 5 février 2022).
14. ↑  « DEN T5 - Nombre d'établissements par secteur d'activité au 31 décembre 2019 à Molières » (consulté le 14 février 2022).
15. ↑  « DEN T5 - Nombre d'établissements par secteur d'activité au 31 décembre 2019 dans le Lot » (consulté le 14 février 2022).

#### Autres sources
1. ↑  « Lot », sur habitants.fr (consulté le 12 juin 2023).
2. ↑  Carte IGN sous Géoportail
3. 1 2  Daniel Joly, Thierry Brossard, Hervé Cardot, Jean Cavailhes, Mohamed Hilal et Pierre Wavresky, « Les types de climats en France, une construction spatiale », Cybergéo, revue européenne de géographie - European Journal of Geography, no 501,‎ 18 juin 2010 (DOI 10.4000/cybergeo.23155, lire en ligne, consulté le 14 novembre 2023)
4. ↑  « Zonages climatiques en France métropolitaine. », sur pluiesextremes.meteo.fr (consulté le 14 novembre 2023).
5. ↑  « Orthodromie entre Molières et Latronquière », sur fr.distance.to (consulté le 14 novembre 2023).
6. ↑  « Station Météo-France « Latronquière » (commune de Latronquière) - fiche climatologique - période 1991-2020 », sur donneespubliques.meteofrance.fr (consulté le 14 novembre 2023).
7. ↑  « Station Météo-France « Latronquière » (commune de Latronquière) - fiche de métadonnées. », sur donneespubliques.meteofrance.fr (consulté le 14 novembre 2023).
8. ↑  « Climadiag Commune : diagnostiquez les enjeux climatiques de votre collectivité. », sur meteofrance.fr, novembre 2022 (consulté le 14 novembre 2023).
9. ↑  « Les espaces protégés. », sur le site de l'INPN (consulté le 10 mai 2022).
10. ↑  « Liste des espaces protégés sur la commune », sur le site de l'inventaire national du patrimoine naturel (consulté le 2 septembre 2021).
11. ↑  « Réserve de biosphère du bassin de la Dordogne », sur mab-france.org (consulté le 2 septembre 2021).
12. ↑  « Bassin de la Dordogne - zone de transition - fiche descriptive », sur le site de l'inventaire national du patrimoine naturel (consulté le 1er septembre 2021).
13. 1 2  « Liste des ZNIEFF de la commune de Molières », sur le site de l'Inventaire national du patrimoine naturel (consulté le 2 septembre 2021).
14. ↑  « ZNIEFF le « bois de Leyme » - fiche descriptive », sur le site de l'inventaire national du patrimoine naturel (consulté le 2 septembre 2021).
15. ↑  « ZNIEFF le « bassin de la Bave » - fiche descriptive », sur le site de l'inventaire national du patrimoine naturel (consulté le 2 septembre 2021).
16. ↑  « CORINE Land Cover (CLC) - Répartition des superficies en 15 postes d'occupation des sols (métropole). », sur le site des données et études statistiques du ministère de la Transition écologique. (consulté le 14 avril 2021).
17. 1 2 3  « Les risques près de chez moi - commune de Molières », sur Géorisques (consulté le 17 octobre 2022).
18. ↑  BRGM, « Évaluez simplement et rapidement les risques de votre bien », sur Géorisques (consulté le 13 septembre 2022).
19. ↑  DREAL Occitanie, « CIZI », sur occitanie.developpement-durable.gouv.fr (consulté le 13 septembre 2022).
20. ↑  « Dossier départemental des risques majeurs dans le Lot »(Archive.org • Wikiwix • Archive.is • Google • Que faire ?), sur lot.gouv.fr (consulté le 13 septembre 2022), partie 1 -  chapitre Risque inondation.
21. ↑  « Dossier départemental des risques majeurs dans le Lot »(Archive.org • Wikiwix • Archive.is • Google • Que faire ?), sur lot.gouv.fr (consulté le 13 septembre 2022).
22. ↑  « Dossier départemental des risques majeurs dans le Lot »(Archive.org • Wikiwix • Archive.is • Google • Que faire ?), sur lot.gouv.fr (consulté le 13 septembre 2022), chapitre Mouvements de terrain.
23. ↑  « Retrait-gonflement des argiles », sur le site de l'observatoire national des risques naturels (consulté le 13 septembre 2022).
24. ↑  « Liste des cavités souterraines localisées sur la commune de Molières », sur georisques.gouv.fr (consulté le 13 septembre 2022).
25. ↑  « Cartographie du risque radon en France. », sur le site de l’IRSN, janvier 2021 (consulté le 13 septembre 2022).
26. ↑  Gaston Bazalgues, À la découverte des noms de lieux du Quercy : Toponymie lotoise, Gourdon, Éditions de la Bouriane et du Quercy, juin 2002, 127 p. (ISBN 2-910540-16-2), p. 74.
27. ↑  Gilbert Lacan, Figeac en Quercy : sous la terreur allemande, Paris, Union Amicale des Enfants de l'Arrondissement de Figeac, mai 1945, 99 p., p. 34-35.
28. ↑  « Les maires de Molières », sur Site francegenweb, 19 février 2011 (consulté le 23 octobre 2017).
29. ↑  L'organisation du recensement, sur insee.fr.
30. ↑  Calendrier départemental des recensements, sur insee.fr.
31. ↑  Des villages de Cassini aux communes d'aujourd'hui sur le site de l'École des hautes études en sciences sociales.
32. ↑  Fiches Insee - Populations de référence de la commune pour les années 2006, 2007, 2008, 2009, 2010, 2011, 2012, 2013, 2014, 2015, 2016, 2017, 2018, 2019, 2020, 2021 et 2022.
33. ↑  « Quand les parents créent leur école pour sauver celle du village », sur La Dépêche du Midi, 9 janvier 2019 (consulté le 11 janvier 2019).
34. ↑  « [VIDEO] Molières. Les « pitchouns » arrivent sur petit écran », sur ladepeche.fr (consulté le 14 août 2019).
35. ↑  « Un documentaire sur l'école de Molières », sur ladepeche.fr, 7 décembre 2018 (consulté le 15 janvier 2019).
36. ↑  « Le film sur l’école associative de Molières présenté hors compétition au festival de Luchon ».
37. ↑  « Un documentaire militant ouvre les Conviviales de Nannay », Quotidien,‎ 14 août 2021 (lire en ligne)
38. ↑  « Plouguenast : le 13e festival cinématographique de la ruralité », Journal,‎ 5 mai 2022 (lire en ligne)
39. ↑  « Les régions agricoles (RA), petites régions agricoles(PRA) - Année de référence : 2017 », sur agreste.agriculture.gouv.fr (consulté le 14 février 2022).
40. ↑  Présentation des premiers résultats du recensement agricole 2020, Ministère de l’agriculture et de l’alimentation, 10 décembre 2021
41. 1 2  « Fiche de recensement agricole - Exploitations ayant leur siège dans la commune de Molières - Données générales », sur recensement-agricole.agriculture.gouv.fr (consulté le 14 février 2022).
42. ↑  « Fiche de recensement agricole - Exploitations ayant leur siège dans le département du Lot » (consulté le 14 février 2022).
43. ↑  « Molières: un certain art de vivre », La Dépêche du midi,‎ 12 juin 2003 (lire en ligne).
44. ↑  « Église paroissiale Saint-Pierre », sur pop.culture.gouv.fr (consulté le 6 juin 2021).